# سيونى متناقضة
سيونى متناقضة (الاسم العلمي: Cyanophora paradoxa) هي نوع من الطحالب الزرقاء يتبع جنس السيونى من فصيلة السيونات.